# Hedwig Thyssen
Hedwig Thyssen (* 19. Dezember 1878 in Mülheim an der Ruhr; † 31. Juli 1960 in Kreuzlingen (Kanton Thurgau, Schweiz)) war die Tochter des Großindustriellen August Thyssen und Mitinhaberin von Thyssen & Co.

## Leben
Hedwig Thyssen wurde als jüngstes Kind und einzige Tochter des Unternehmers August Thyssen aus der Unternehmerfamilie Thyssen und seiner Frau Hedwig Pelzer geboren. Nach dem Besuch der Luisenschule in Mülheim an der Ruhr, die sie ohne Abschluss verließ, heiratete Hedwig Thyssen 1899 den preußischen Beamten Baron Ferdinand von Neufforge (1869–1942), was ihr den Adelstitel einbrachte.
Aus der Verbindung mit Ferdinand von Neufforge gingen drei Kinder hervor:
- Hede (* 1900),
- Ferdinand (* 1902)
- August (* 1906).

Die Ehe scheiterte und Hedwig heiratete 1908 ein zweites Mal. Da ihr Mann Baron Maximilian von Berg (1859–1925) als Katholik keine geschiedene Katholikin heiraten durfte, konvertierte sie für die Eheschließung zum protestantischen Glauben. Der Ehe entstammten zwei Töchter:
- Maximiliane (* 1908; † 2004)
- Mignon (* 1917; † 1958).

Mit Maximilian von Berg zog sie 1908 nach Ungarn, wo sie mit ihm auf seinen Gütern in der Nähe von Budapest lebte.
Um bei seiner Scheidung die Auflösung des Thyssen-Konzerns zu verhindern, hatte ihr Vater August Thyssen die Eigentumsrechte an seiner Firma Thyssen & Co auf sie und ihre drei älteren Brüder Fritz, August junior und Heinrich übertragen. Gleichzeitig hatte er sich den Nießbrauch gesichert und somit seine Kinder von der Unternehmensführung ausgeschlossen. Diese Regelung sorgte für erhebliche Konflikte zwischen den Generationen. Insbesondere Hedwig und August junior drängten aufgrund finanzieller Engpässe auf eine Teilhabe an der Firma oder eine angemessene Entschädigung. Letzteres wurde ihnen letztendlich vom Vater in Form einer Abfindung gewährt, die einen Verzicht auf ihre Firmenanteile beinhaltete.
Nach dem Tod ihres Mannes 1925 kehrte Hedwig Thyssen nach Deutschland zurück, ließ sich bis 1943 in München nieder und verbrachte dann ihre letzten Lebensjahre im Sanatorium Bellevue in Kreuzlingen am Bodensee. Dort starb sie am 31. Juli 1960.